# Diocèse d'Aberdeen et d'Orkney
Le diocèse de Aberdeen et d'Orkney est au Royaume-Uni, un diocèse de l'Église épiscopalienne écossaise, créé en 1825 par la fusion du diocèse d'Aberdeen et de celui des Orcades.